# Paractinostola bulbosa
Paractinostola bulbosa is een zeeanemonensoort uit de familie Actinostolidae.
Paractinostola bulbosa is voor het eerst wetenschappelijk beschreven door Carlgren in 1928.